# Lochstein (Auf der Krücke)
Der Lochstein auf dem Grundstück Auf der Krücke 60 N im Bochumer Stadtteil Sundern ist ein Grenzstein aus der Zeit des Kohlebergbaus.
Er diente als oberirdischer Vermessungspunkt für ein unterirdisches Längenfeld. Der aus Ruhrsandstein gehauene Stein ist etwa 50 Zentimeter hoch, 30 Zentimeter breit und 20 Zentimeter tief. Er trägt die Inschrift:
MHS II
1769
Der Lochstein wurde am 26. Juni 1991 unter der Nummer A216 in die Denkmalliste der Stadt Bochum aufgenommen.